# Business Model Canvas

Szablon Business Model Canvas: dziewięć elementów modelu biznesowego

Business Model Canvas − narzędzie wykorzystywane w zarządzaniu, szablon startowy modelu biznesowego. 
Jest to wizualny wykres składający się z dziewięciu bloków. Są to elementy opisujące pozycję wartości firmy lub produktu, infrastrukturę, klientów i finanse. Business Model Canvas został pierwotnie zaproponowany przez Alexandra Osterwaldera na podstawie jego wcześniejszych prac nad Business Model Ontology.

## Elementy Business Model Canvas
Segmentacja klientów (customer segment)
- Jest pierwszym obszarem modelu biznesowego, od niego powinniśmy zacząć wypełnianie szablonu. Zawiera on różne grupy ludzi, organizacji, do których będą skierowane działania przedsięwzięcia. To oni będą klientami. Należy wyodrębnić segmenty klientów jeżeli mocno się różnią.

Propozycja wartości (value proposition)
- Jest tym co oferujemy klientom, to co wyróżnia nas od tego co oferuje konkurencja. Są to korzyści, które otrzyma klient.

Kanały dystrybucji (channels)
- Kanały to sposób dotarcia do klienta, jak możemy do niego dotrzeć i sprzedać produkt.

Relacje z klientami (customer relationships)
- Charakterystyka relacji jakie zawiera się z klientem.

Struktura przychodów (revenue streams)
- Wskazanie sposobu w jaki produkt bądź usługa będą generować przychody. Dla każdego segmentu klientów może być on inny.

Kluczowe zasoby (key resources)
- Zasoby firmy, które są niezbędne do funkcjonowania danego biznesu, zarówno materialne, jak i niematerialne.

Kluczowe czynności (key activities)
- Najważniejsze czynności, które firma musi wykonać, aby dostarczyć wartość dodaną, nawiązać relację z klientem oraz wygenerować przychód.

Kluczowi partnerzy (key partners)
- Partnerzy biznesowi, bez których biznes nie mógłby funkcjonować, zazwyczaj są to sprzedawcy, dostawcy i podwykonawcy.

Struktura kosztów (cost structure)
- Wszystkie wydatki ponoszone w związku z funkcjonowaniem modelu biznesowego[1][4].